# Yvonne Ryding
Pour les articles homonymes, voir Ryding.
Yvonne Ryding, née le 14 décembre 1962 à Eskilstuna en Suède, est une animatrice de télévision suédoise, qui a été couronnée Miss Univers 1984.  Elle est, à ce jour, la dernière suédoise à avoir remporté le concours de Miss Univers. 

## Biographie
Yvonne Ryding est infirmière et aide-soignante. Pendant ses loisirs, elle joue au football comme milieu de terrain dans un club de à Hällbybrunns. 
En 1984, Yvonne Ryding est couronnée Miss Univers 1984.
En 1997, elle lance sa propre ligne de soin appelé Y, vendue en Suède, Finlande, Pays-Bas, en Allemagne.
Au début de 2007, elle participe au spectacle de danse Strictly Come Dancing sur la chaine TV 4, puis la même année, elle fait ses débuts aussi comme écrivain avec l'ouvrage Yvonne Ryding skönhetsbok qu'elle coécrit avec Margaret Hägglund.
À l'automne 2009 et au printemps de 2010, elle est l'un des présentateurs du programme Förkväll sur TV4. En 2013, Yvonne Ryding travaille en tant que présentatrice sur la chaine de télévision Fyrstad.